# روجر سميث (لاعب كرة قدم بريطاني)
روجر سميث (بالإنجليزية: Roger Smith)‏ هو لاعب كرة قدم بريطاني في مركز نصف الجناح، ولد في 3 نوفمبر 1944 في ولوين جاردن سيتي في المملكة المتحدة. لعب مع توتنهام هوتسبير.